# MBC TV
MBC TV (HLKV-DTV) es un canal de televisión terrestre de Seúl, Corea del Sur, operado y propiedad de Munhwa Broadcasting Corporation, desde su inicio de trasmisiones regulares que comenzaron el 8 de agosto de 1969. Además forma parte de las 20 emisoras de televisión regionales de MBC y como emisor a nivel nacional en conjunto con KBS 1TV, KBS 2TV, KBS NEWS 24 y SBS TV, SBS Mobile 24.

## Historia

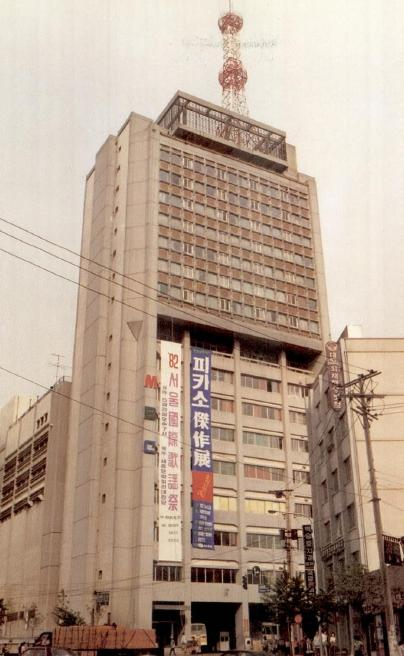
Antiguo edificio de MBC usado entre las décadas de 1970 y 1980

El 21 de febrero de 1961 fue establecida la compañía Seoul Private Broadcasting. Corp. —que posteriormente cambió su nombre—, pero no fue hasta el 22 de junio de 1966 cuando se le permitió la emisión de televisión a Munhwa Broadcasting Corporation, cosa que dio lugar al 8 de agosto de 1969 cuando las emisiones regulares comenzaron a funcionar.
El 5 de octubre de 1970 comenzó a emitirse MBC Newsdesk el informativo principal del canal, un año después, el 10 de enero de 1971 los nombres de todas las emisoras regionales fueron unificados bajo la marca MBC. El 22 de diciembre de 1980 comenzaron las trasmisiones en colores solo en Seúl, dejando atrás el sistema en blanco y negro recién a nivel nacional el 1 de enero de 1981.
Desde el 1 de enero de 2013 comenzó a trasmitir las 24 horas al día. A partir del 4 de agosto de 2014, de manera progresiva los informativos del canal comenzaron a ser emitidos desde el nuevo centro de televisión ubicado en Sangam y desde el 1 de septiembre de ese mismo año, se comenzó a producir toda la programación desde los estudios nuevos.